# Harbou
 Ikke at forveksle med Harboe.
Harbou er en dansk uradelig slægt, som stadig blomstrer. Før enevælden hævede slægten sig ikke stort over lavadelen, og dens medlemmer ejede bl.a. Engbjerggård, Sindinggård, Ørumgård, Bostrup, Holris, Heined og Egelykke.

## Våben
Som beskrevet i 1440: En seksoddet sølv-stjerne over tre sølvstrømme i blåt, på hjelmen to »jomfruarme«, en blå og en grøn, holdende en seksoddet sølv-stjerne.
I stadfæstelsesbrevene af 1840-41 (se nedenfor) beskrives hjelmtegnet som to jernklædte arme, holdende stjernen.

## Historie
Navnet Harbou eller Harbo, der sættes i forbindelse med Harsyssel, tillægges forskellige jyske adelsslægter, mellem hvilke det ikke synes muligt at påvise forbindelse. 1349 nævnes en Christiern Harthæbo i Ginding Herred, 1446 kendes en Jes Hardbo i Søgaard, og i 16. og 17. århundrede havde en slægt Harbou hjemme på Nielsbygaard i Malt Herred. Den mest udbredte slægt fører i våbenet en stjerne over tre bølger, hvad der tyder på en — ikke påvist — forbindelse med familien Juel eller måske med familien Gyldenstierne, af hvilken slægt ridderen Erik Nielsen 1440 anbefalede udstedelsen af frelsebrev for Knud Nielsen (Harbou). Knud Nielsen fik således frihed og frelse den 8. august 1440 af kong Christoffer på forbøn af hr. Erik Nielsen (Gyldenstierne) og samtidig følgende våben: En seksoddet sølvstjerne over tre sølvstrømme i blåt, på hjelmen to »jomfruarme«, en blå og en grøn, holdende en seksoddet sølvstjerne.
Knud Nielsen, der nævnes sidste gang 1467, var fader til Peder Knudsen (Harbou) til Engbjerggård (nævnt 1468), hvis sønnesøns søn Jørgen Harbou (nævnes 1553 og 1593) til Holris og Restrup var farfars fader til Christian Harbou (1630-1687) til Nyegaard og Heinet, med hvis sønner, kaptajn Otto Harbou (1659-1723) og oberst Niels Harbou (1662-1722) slægten deles i en ældre — 1817 uddød — og en yngre linje.
Kaptajn Otto Harbou blev fader til generalmajor Hans Christian Harbou (død 1763), hvis søn generalmajor Niels Harbou til gården Knive i Skouger Præstegæld (1730-1806) nævnes som en dygtig og økonomisk landmand. Til denne uddøde norske linje hører også generalmajor Hans Christiansen Harbou (1715-1790).
Oberst Niels Harbou, der kommanderede artilleriet ved Stralsunds belejring, var fader til generalmajor Niels Harbou (1694-1765) — hvis sønnesøns sønner, aktuar i Nordborg Michael August Harbou (1799-1852) og husfoged i Aabenraa Friedrich Nicolaus Christian Harbou (1804-1871) 10. marts 1840 og 13. august 1841 fik stadfæstelsesbreve på deres adel — og til premiermajor Poul Mathias Harbou (1692-1745), hvis søn, generalmajor Andreas Harbou (1726-1798), var fader til Pauline Charlotte Marie Harbou (1764-1836), gift med generalmajor Christian Ditlev Adolph Arenfeldt (1758-1833), til gehejmeetatsråd Vilhelm Henrik Harbou (1771-1845) og til kammerherre, postdirektør Frederik Hans Walter Harbou (1765-1832). Denne var fader til departementschef Andreas Paul Adolph Harbou (1809-1877) og generalmajor Johannes Wilhelm Anthonius Harbou (1810-1891), der var fader til historiker, oberst Frederik Hans Walter Harbou (1853-1918), til kvindesagspolitikerne Helga Charlotte Norrie, f. Harbou (1855-1940), Ane Marie Louise Dagmar Hjort, f. Harbou (1860-1902) og til lægen og politikeren Vilhelmine Ulrike Alvilda Harbou Hoff, f. Harbou (1862-1951). Oberst Frederik Hans Walter Harbou var fader til dommer Niels Harbou (1896-1971).
En tredje søn af den nævnte kammerherre, arkitekt Fritz Harbou (1814-1862), tog til Amerika, hvor hans slægt stadig lever, en fjerde søn, Ernst Christian Harbou (1815-1901), endte sin embedskarriere som prøjsisk landråd i kredsen Steinburg. Sidstnævntes søn, Andreas Friedrich Wilhelm Harbou, faldt 1914 ved Laon som prøjsisk generalløjtnant, efterladende flere sønner.